# Boston (Texas)
Boston, mais conhecida por Velha Boston, é uma cidade não incorporada e a sede do condado do Condado de Bowie, Texas, Estados Unidos. 

## História
Antes de 1890, Texarkana era a sede de condado de Condado de Bowie. Em seguida, uma eleição decidiu em um local mais central para um tribunal. O local foi escolhido, e a cidade de Boston foi criada no sítio. Em 1986, um novo tribunal foi construído em New Boston, que fica ao norte de Boston, que continua a ser a sede de concelho oficial.